# Alain Jollois
Pour les articles homonymes, voir Jollois.
Alain-Daniel Jollois est un escroc multirécidiviste français né le 23 janvier 1964 à Saint-Germain-en-Laye (Yvelines). Plus connu sous les pseudonymes de « Daniel Goldenberg », de « Andrew Alan Itzac Fraser of Lovat » ou encore de « Alan Mac Gregor » et « Andrew Mac Gregor », Alain Jollois met à profit ses qualités naturelles pour escroquer ses victimes. Mythomane persuasif, il s’appuie sur des personnages fictifs pour profiter des biens et revenus de ses victimes.

## Biographie
Alain-Daniel Jollois naît le 23 janvier 1964 à Saint-Germain-en-Laye. Il grandit à Vézannes, élevé par ses grands-parents.

### Fin des années 1980 à 2000
En 1987, il prétend préparer à Amiens une rencontre entre le chef de l’État français et ses homologues italien et grec, ce qui lui permet pendant quelques mois de vivre aux crochets de personnalités locales. Il est condamné le 13 avril 1988 pour escroquerie, usurpation de fonction et grivèlerie par le tribunal correctionnel d'Amiens.
En 1992, il est condamné à Paris, à trois ans de prison pour escroquerie à la fausse qualité,.
En 1996, il se serait fait passer pour un représentant d'une production américaine en repérage pour un prochain tournage de Steven Spielberg à Chinon. Il profite pendant plusieurs semaines de l'hospitalité du conseil régional. Il disparait avant d'être démasqué.
À Saint-Malo, prétendant être un officier supérieur britannique, il trompe un individu en lui promettant un poste de majordome. Durant cette période, il bénéficie de l'usage de trois voitures et d'un Zodiac.
En 1997, Alain Jollois « MacGregor » se rend à Jersey. Il se fait passer pour un directeur de film et le neveu du duc d'Argyll (d'Écosse). Il s'installe à l'hôtel Lobster Pot à l'Etacq, Jersey. Pendant plusieurs mois il vit sur un grand train avec ses amis — restaurant, chambres de luxe, hélicoptère, voiture de location — sans payer. Il est incarcéré en prison à Jersey en 1997-1998 après avoir essayé de fuir vers Sercq.
À Paris, en se faisant passer pour un membre du clan MacGregor, Jollois prétend que son clan possède entre 3 000 et 4 000 appartements dans la capitale. Trompé par cette fausse identité, l'agent immobilier l'accueille et couvre ses frais, totalisant entre 12 000 et 18 000 euros. En 1999, il reste incarcéré un an au centre pénitentiaire de Bordeaux-Gradignan en attente de jugement, pour avoir, entre autres, escroqué cet agent immobilier parisien.

### Années 2000 à 2025
Puis, il est assigné à résidence à Périgueux où il arrive en octobre 2000, sous le nom de Daniel Goldenberg. Il y signe un bon de commande pour une Land Rover et une moto qu'on lui retire. En 2002, après avoir sympathisé avec des habitants de Périgueux, il se propose de tourner un court-métrage inspiré de La Vie est belle (1946). La mairie autorise le tournage dans les rues, prête du matériel, mobilise des policiers pour bloquer l’accès aux lieux de tournage. Il commence à parler d'un accord avec une société de production appartenant à Steven Spielberg, Dreamworks. Plus tard, il annonce que Julia Roberts serait également intéressée par le film et qu'il faut organiser sa venue à Périgueux,. Il confie à Jean-Marie, un jeune militaire retraité, l'organisation du séjour. Il lui demande de réserver une maison, des voitures, des chambres d'hôtel et de monter une équipe de sécurité de douze personnes. Pour couvrir les coûts initiaux, il donne à Jean-Marie un chèque de 30 500 euros qui s'avère sans provision,,,. Il va jusqu'à accompagner l'équipe pour attendre l'arrivée du jet privé de l'actrice à l'aéroport. Il est condamné par la Cour d'appel de Bordeaux pour le préjudice causé à Jean-Marie en 2006.
Il est condamné le 19 mars 2003 pour escroquerie et tentative d’escroqueries à 36 mois d’emprisonnement, dont 18 avec sursis, assortis d’une mise à l’épreuve de 2 ans. Il ne retourne pas en prison puisqu'il est déjà resté 1 an en détention provisoire.
Le 14 février 2005, se faisant passer pour « Laponie Hallan » et prétendant être cinéaste, il s'installe au manoir des Chanterelles à Meauzac. Cependant, dans la nuit du 23 au 24 février, il quitte les lieux sans payer sa note et dérobe la voiture du propriétaire.
Le même mois, il est condamné à trois ans de prison par le tribunal de grande instance de Périgueux, pour l'affaire « Julia Roberts » dont deux avec sursis. Il fait appel de cette décision et est condamné à nouveau le 28 février 2006 par la cour d'appel de Bordeaux à 2 ans fermes,.
Son séjour non réglé au manoir des Chanterelles (à Meauzac) lui vaut une condamnation le 29 juin 2007 à 4 mois d'emprisonnement pour filouterie de chambre à louer ainsi que pour filouterie de boissons et d'aliments. Contestant cette décision, il fait appel et se voit finalement infliger une peine de 6 mois par la cour d'appel de Toulouse le 28 janvier 2008.
En 2018, il se fait passer pour un agent secret et réussit à convaincre trois personnes de quitter leur emploi pour être embauchées au MI6.
Début 2019, il tente d’escroquer un créateur de thés (thés Hamour) en promettant de lui acheter 3 millions d’euros de marchandise à destination du marché écossais.
En octobre 2019, il se présente comme un lord écossais, « Alan Fraser of Lovat », auprès de Sylvie, une femme rencontrée en ligne. Prétendant être un général britannique, il convainc Sylvie de louer un hôtel entier dans le Jura pour héberger sa prétendue famille qui souhaite la rencontrer. Entre octobre 2019 et août 2020, Sylvie va avancer 80 000 euros pour différents frais. Il promet un remboursement par l'intermédiaire des services secrets anglais, remboursement qui n'arriva jamais, pas plus que la famille,. 
En avril 2021, Alain Jollois rencontre à nouveau une femme sur internet, Alice. Il se dit veuf, sa précédente femme Sylvie étant décédée peu de temps avant. Il se fait passer pour le lord écossais « Andrew Alan Itzac Fraser of Lovat », prétend effectuer des missions secrètes pour la couronne britannique et affirme connaître personnellement la reine. Il invite Alice à l'accompagner aux obsèques du Prince Philip. Cependant, le jour du départ, il prétexte un problème cardiaque pour annuler leur voyage à Londres. 
Jollois crée un univers fictif autour de son personnage, mentionnant son aide de camp John et d'autres prétendus membres de la sécurité.
Il s'installe dans la maison familiale en Bretagne de juin 2021 à avril 2022. Une fois sur place, il critique la cuisine vieillotte de la maison et incite la femme à investir dans des rénovations. Un professionnel est alors sollicité, qui établit un devis de 33 000 euros. Alors qu'il avait promis de tout financer, c'est elle qui avance 4 000 euros pour les travaux, le reste étant toujours en attente. Pour expliquer son manque constant de liquidités, il raconte que son fidèle John devait lui envoyer sa Land Rover avec des fonds, mais que celle-ci était retenue par des douaniers. Finalement, la supercherie est révélée lorsqu'Alice découvre son passeport avec son vrai nom. Elle comprend aussi qu'il touche le RSA, et qu'il a inventé la mort de Sylvie.
Lorsque les deux femmes rentrent en contact, Sylvie informe Alice qu'ayant porté plainte au pénal contre Jollois, il est recherché. Alice le dénonce à la police et, le 20 avril 2022, il est mis en garde à vue à Vannes. Il est relâché en fin de journée, le parquet du Jura estimant qu'il ne s'agissait pas d'une affaire pénale. La plainte de Sylvie est donc classée sans suite. 
Alice comprend que Jollois utilise le système Onoff. Ainsi avec son seul téléphone et sa seule carte sim, il a plusieurs numéros de téléphone qu'il attribue à ses proches fictifs (famille, membres de la sécurité) pour mieux entourlouper ses victimes. 
En novembre 2022, il est placé en garde à vue à Saint-Martin-de-Ré pour viol sur mineur de 15 ans, garde à vue levée le lendemain.
Jollois continue d'être présent sur les sites de rencontres où il a été identifié en 2024. 
Son parcours est retracé dans une vidéo publiée le 3 août 2024 par le youtubeur Squeezie intitulée Cet agent secret français est un énorme mytho. 
En novembre 2024, il est arrêté à Charleroi (Belgique) pour l'extorsion de plusieurs milliers d'euros,,. 
Le 18 juin 2025, le magazine Society raconte son dernier fait d'armes à Charleroi, La dernière imposture du grand imposteur.
Le 18 juin 2025, Sonia Kronlund et Alain Lewkowicz sortent la série le Pique-assiette, une série de sept podcasts, sur France Culture, les Pieds sur terre.
Le 19 juin 2025, il est condamné à trois ans de prison ferme par le Tribunal de Charleroi.,